# 1254
Високе Середньовіччя •  Золота доба ісламу •  Реконкіста •  Хрестові походи •  Монгольська імперія

## Геополітична ситуація
На території колишньої Візантійської імперії існує декілька держав, зокрема Латинська імперія, Нікейська імперія та Трапезундська імперія. У Священній Римській імперії триває період міжцарства (до 1273). У Франції править Людовик IX (до 1270).
Апеннінський півострів розділений: північ належить Священній Римській імперії, середню частину займає Папська область, більша частина півдня належить Сицилійському королівству. Деякі міста півночі: Венеція, Піза, Генуя тощо, мають статус міст-республік.
Майже весь Піренейський півострів займають християнські Кастилія, Леон (Астурія, Галісія), Наварра, Арагонське королівство (Арагон, Барселона) та Португалія, під владою маврів залишилися тільки землі на самому півдні. Генріх III є королем Англії (до 1272), а королем Данії — Хрістофер I (до 1259).
Ярлик від Золотої Орди на княжіння у Володимирі-на-Клязьмі має Олександр Невський. Король Русі Данило Романович править у Галичі. На чолі королівства Угорщина стоїть Бела IV (до 1270). У Кракові княжить Болеслав V Сором'язливий (до 1279).
У Єгипті правлять мамлюки, у Сирії — Аюбіди. Невеликі території на Близькому Сході утримують хрестоносці. У Магрибі розпадається держава Альмохадів. Сельджуки, які окупували Малу Азію, опинилися під владою монголів. Монгольська імперія поділена між спадкоємцями Чингісхана. Північний Китай підкорений монголами, на півдні править династія Сун. Делійський султанат є наймогутнішою державою Північної Індії, а на півдні Індії домінує Чола. В Японії триває період Камакура.
Цивілізація майя переживає посткласичний період. Почала зароджуватися цивілізація ацтеків.

## Події
- Французький король Людовик IX припинив Сьомий хрестовий похід й повернувся на батьківщину.
- Папа римський Іннокентій IV відлучив від церкви короля Німеччини Конрада IV та Рудольфа Габсбурга.
- Манфред Сицилійський завдав поразки папським військам поблизу Фоджі.
- Богемія та Угорщина поділили між собою спадщину Бабенбергів. Пржемисл Оттакар II отримав Австрію, а Бела IV Штирію.
- Пржемисл Оттакар II пішов у хрестовий похід проти прусів і заснував місто Кенігсберг.
- Португальський король Афонсо III провів перші в історії країни Кортеси.
- Болгарські війська під проводом Михайла I Асеня зазнали поразки під Адріанополем від сил Нікейської імперії.
- Королем Єрусалиму став Конрадін.
- Феодор II Ласкаріс почав правити в Нікейській імперії.
- 12 грудня розпочався понтифікат Олександра IV.
- Засновано Орден целестинців.
- У Венеції встановлено квадригу святого Марка.